# Sandra Walklate
Sandra Walklate (* 1950) ist eine britische Soziologin und Kriminologin, die an der University of Liverpool lehrt sowie zugleich Forschungsprofessorin an der australischen Monash-Universität ist. Seit 2019 amtiert sie als Präsidentin der British Society of Criminology.
Walklate ist seit Januar 2006 an der Universität Liverpool tätig, vorher lehrte und forschte sie an den Universitäten Manchester Metropolitan, Keele und Salford. Ihr Forschungsinteresse galt stets der Viktimologie. Später nahm sie auch die kriminologischen Auswirkungen des neuen Terrorismus und des Kriegs in den Blick, wobei sie diese Forschungsfelder geschlechtsspezifisch beleuchtete.

## Schriften (Auswahl)
- Criminology. The basics. 3. Auflage. Routledge, Taylor & Francis Group, London und New York 2016, ISBN 978-1-138-80343-5.
- Gender, crime, and criminal justice. 2. Auflage. Willan Pub., Cullompton und Portland 2004, ISBN 1-84392-068-9.
- Understanding criminology. Current theoretical debates. Open University Press, Buckingham/Bristol 1998, ISBN 0-335-19362-5.
- Gender and crime. An introduction. Prentice Hall/Harvester Wheatsheaf, London/New York 1995, ISBN 0-13-433459-0.
- Victimology. The victim and the criminal justice process. Unwin Hyman, London/Boston 1989, ISBN 0-04-445159-8.